# دایس هنریکس
دایس هنریکس (اسپانیایی: Thaïs Henríquez‎؛ زادهٔ ۲۹ اکتبر ۱۹۸۲) شناگر شنای موزون اهل اسپانیا است.
از افتخارات وی میتوان به کسب مدال نقره شنای موزون تیمی در بازی‌های المپیک تابستانی ۲۰۰۸ و مدال برنز شنای موزون تیمی در بازی‌های المپیک تابستانی ۲۰۱۲ اشاره کرد.